# Wörschberg
Der Wörschberg mit einer Höhe von 165,4 m ü. NHN ist ein Hügel in der nördlichen Vorderpfalz (Rheinland-Pfalz). Sein höchster Punkt liegt auf der Grenze zwischen den Gemarkungen von Obersülzen und Dirmstein.

## Geographie

### Lage
Der Wörschberg erhebt sich zwischen der Kreisstraße 29 (Obrigheim–Obersülzen) im Westen, der Landesstraße 453 (Obersülzen–Dirmstein) im Süden und der Landesstraße 455 (Dirmstein–Offstein) im Osten.

### Morphologie
Der Hügel ist Teil eines langgestreckten niedrigen Höhenrückens, der von Westen her in die Oberrheinische Tiefebene hineinragt und zur westlichen Bruchzone des Oberrheingrabens gehört. Die Hügelkette setzt sich nach Nordosten fort mit dem Schneckenberg (144,7 m) und weiter nach Südosten mit dem Stahlberg (134 m).

### Gewässer
Entlang des Wörschberg-Südhangs fließt von West nach Ost der Floßbach, der südöstlich des Hügels das Wasser des Chorbrünnels aufnimmt und am Dirmsteiner Ostrand von links in den Eckbach mündet. Über den Wörschberg und die genannten weiteren Hügel verläuft die Wasserscheide zwischen den Einzugsgebieten des Eckbachs im Süden und des Eisbachs im Norden.

## Geologie
In trockenkalten Phasen der Würmeiszeit entstanden durch Windeinflüsse auch im Bereich des Wörschbergs Lössschichten; dabei sammelte sich der Löss vor allem an Verwerfungen sowie im Lee von Kleinmulden an. Spätere Erosion schuf in den Lössflächen einige Steilwände, die heute bis 6 m hoch sind und wertvolle Biotope darstellen. Die von Dirmstein zum Wörschberg führende und als Naturdenkmal eingestufte Wörschberger Hohl ist ein Hohlweg mit solchen Steilwänden. Wie das Chorbrünnel ist sie eine Station des Chorbrünnel-Rundwegs.

## Geschichte
Auf der Südseite des Hügels lag das um 1350 untergegangene Dorf Lindesheim, das seit 1298 dem Kloster Maria Münster zu Worms gehörte. Zum Ende des Dorfes überlieferte der Volksmund eine Sage, die in Zusammenhang mit der Geschichte der Dirmsteiner Glocken steht, allerdings nicht urkundlich belegt ist.